# Corpo de Atiradores Belgas

O Corpo de Atiradores Belgas foi uma unidade usada pelo Exército português constituída por mercenários belgas.
Foi usada pelo exército miguelista durante a Guerra Civil Portuguesa. É sabida da sua participação em várias investidas do exército miguelista no Algarve na qual o auxiliaram.
1. ↑  https://sapientia.ualg.pt/bitstream/10400.1/4436/1/O%20Remexido%20e%20a%20resist%C3%AAncia%20Miguelista%20no%20algarve.pdf